# Cathédrale métropolitaine de São Paulo
Ne doit pas être confondu avec Cathédrale métropolitaine orthodoxe de São Paulo.

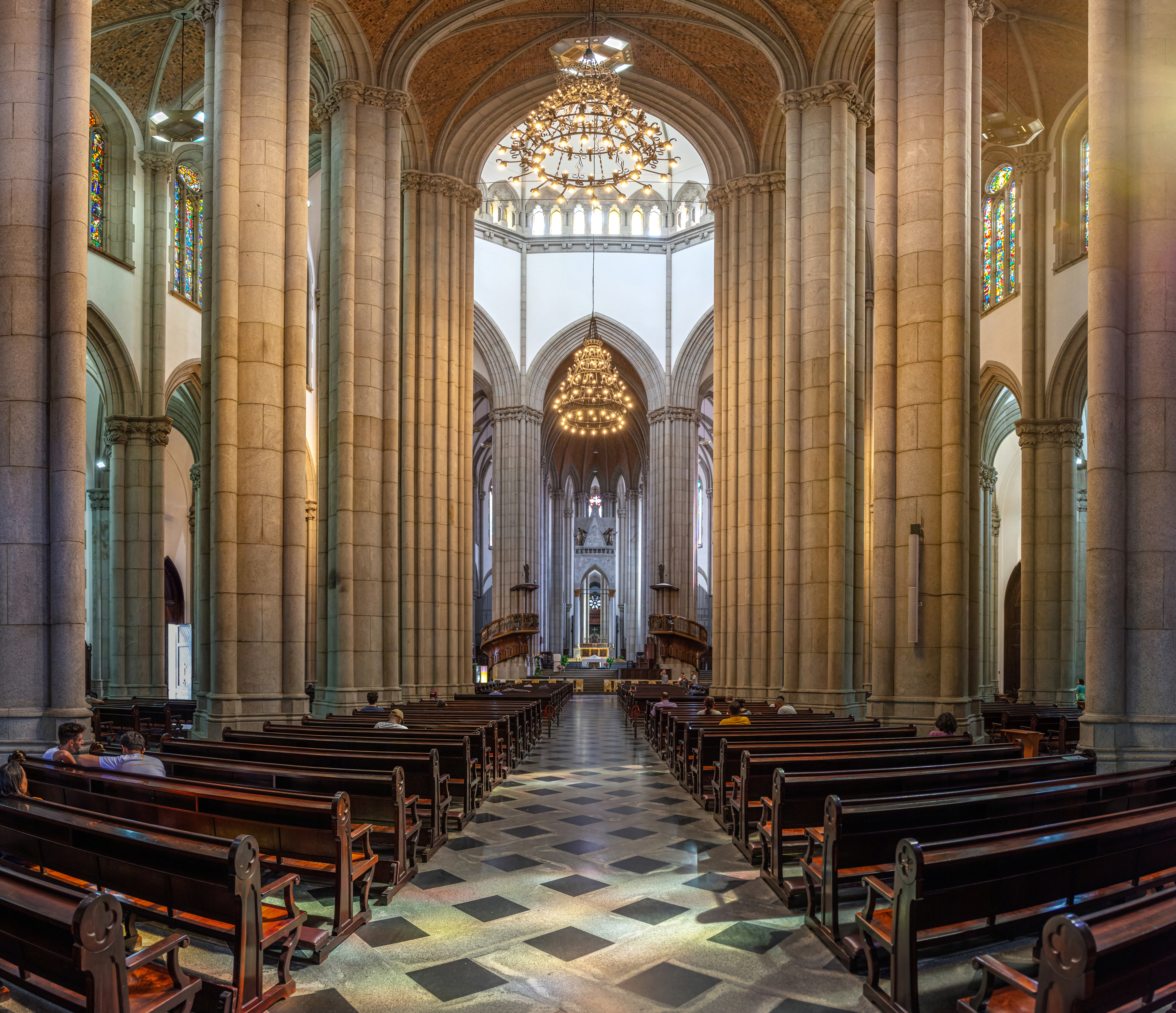
Intérieur de la cathédrale

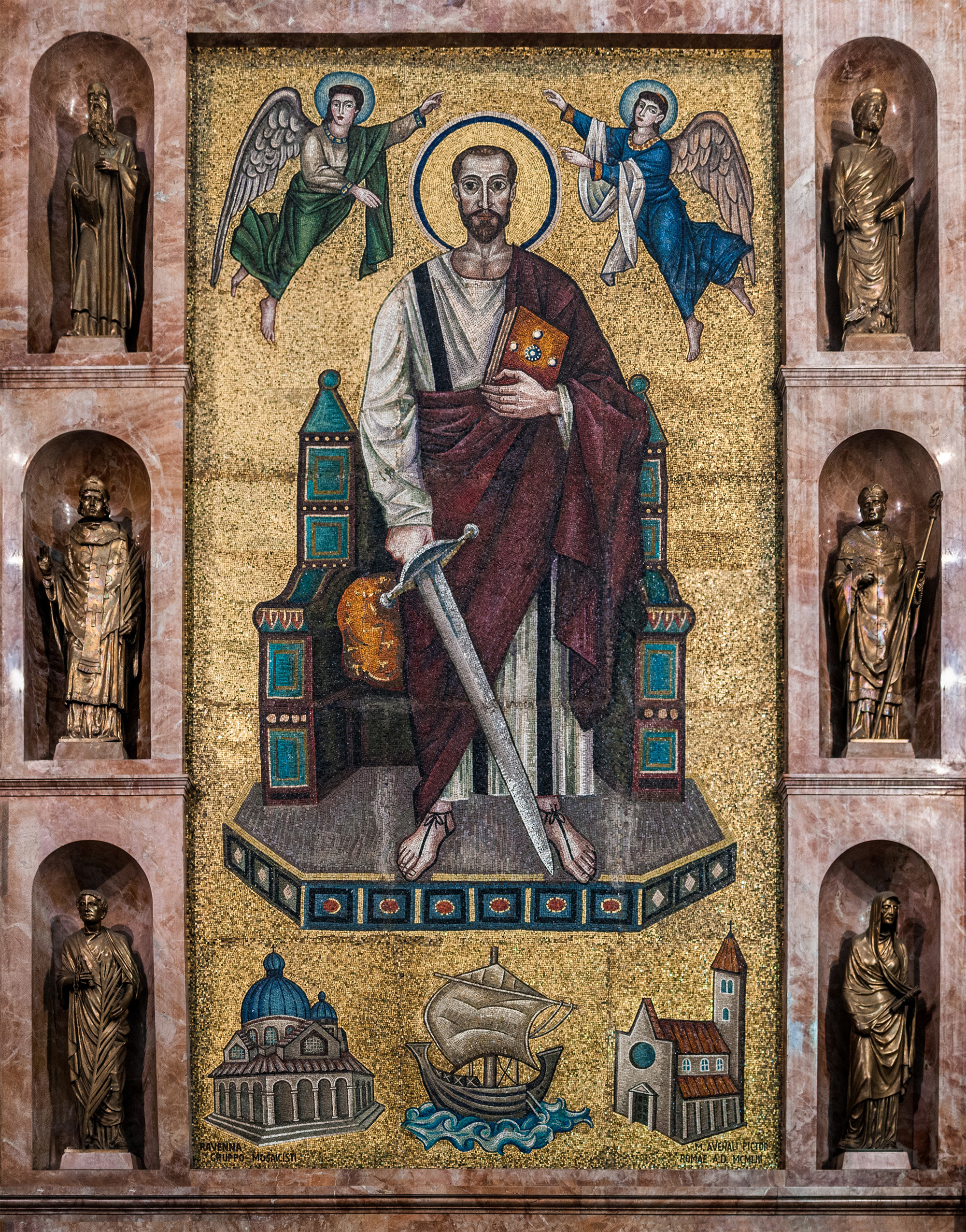
Mosaïque représentant Saint Paul dans la cathédrale

La cathédrale métropolitaine de São Paulo (catedral metropolitana de São Paulo en portugais) ou cathédrale de la Sé (catedral da Sé), se situe sur la place de la Sé, (Praça da Sé), au centre de la ville de São Paulo au Brésil. Détruite puis reconstruite à plusieurs reprises, elle est aujourd'hui l'un des cinq plus grands édifices religieux de style néogothique au monde et le principal lieu de culte de la paroisse Notre-Dame de l'Assomption et Saint Paul (Nossa Senhora Assunção e São Paulo), fondée en 1591.

## Présentation

### Origines
Le projet de construction d’une église principale (Matriz) à São Paulo, qui n'est alors que la petite ville de São Paulo dos Campos de Piratininga, est acté en 1589, à la suite d'une réunion entre la chambre des députés municipaux et les habitants. La chambre donne le coup d'envoi du chantier en 1598. Cependant, en raison de la lenteur des travaux, les habitants sont dans l'obligation de fournir des esclaves pour faire avancer le rythme de la construction. Le bâtiment, occupant le site de l'actuelle cathédrale, est finalement achevé en 1616.
En 1745, São Paulo devient diocèse et l'église est élevée au rang de cathédrale. La ville compte à l'époque 35 000 habitants et pas moins de 19 églises, dont sept dans le seul centre, espace équivalent à trois pâtés de maisons. L'église-cathédrale tombe en ruine dès le milieu du XVIIIe siècle. Elle est démolie et remplacée par une autre église de style baroque, achevée en 1764. Cette nouvelle église, bien que modeste, reste la cathédrale de São Paulo jusqu'en 1911. Cette année, la « vieille Sé », comme on l’appelle alors, est démolie pour permettre l'élargissement de la place sur laquelle elle se trouve.

### La cathédrale actuelle
La cathédrale actuelle est construite sur l'initiative de Dom Duarte Leopoldo e Siva, premier archevêque de São Paulo. Les travaux débutent en 1913, à l'emplacement de la première cathédrale coloniale. L'architecte est l'Allemand Maximilian Emil Hehl, professeur d’architecture à l’école Polytechnique, qui conçoit un édifice de style néogothique inspiré des grandes cathédrales européennes du Moyen Âge.
Toutes les mosaïques, sculptures et meubles ornant l'édifice sont importés d'Italie. Les travaux prennent un grand retard en raison des deux guerres mondiales. Ils sont conduits dans un premier temps par Alexandre Albuquerque, puis par Luís Inácio de Anhaia Melo à partir de 1940. L'inauguration n'a lieu que le 25 janvier 1954, jour du 400e anniversaire de la ville. Les tours ne seront achevées qu'en 1967.

### Restauration
Après une période de détérioration, la cathédrale est entièrement rénovée de 2000 à 2002. À l'occasion des travaux, de nombreux pinacles sont achevés, ainsi que les tours. Les plans originaux, datant de 1912, sont retrouvés à l'intérieur même de la cathédrale, permettent une restauration fidèle à l'esprit du projet original.
La restauration porte sur divers éléments : vitraux, cloches, réseaux électriques. Des problèmes menaçant la structure, comme des fissures et infiltrations, sont résolus. L'édifice est également nettoyé et repeint. Quatorze tours prévues dans le projet initial de 1912 de Maximilian Emil Hehl sont ajoutées. Les travaux portent sur un montant total de 19,5 millions de R$.

## L'édifice

### Architecture
La cathédrale dans sa forme actuelle a une capacité d'accueil de 8 000 personnes. Sa longueur est de 111 m et sa largeur de 46 m. 800 tonnes de marbre ont été nécessaires à sa construction.
Elle est construite selon un plan en croix latine, avec cinq nefs et transepts, et une coupole. La façade, présentant une rosace et le portail principal, est flanquée de deux tours de 92 mètres de haut. Si le style est néogothique, la coupole, d'une hauteur extérieure de 30 m, est inspirée par la Renaissance italienne et évoque celle du Dôme de Florence.

### Crypte
La crypte se situe sous l'autel principal. Vaste salle, elle est supportée par diverses colonnes et arcs gothiques. Elle abrite la sépulture des évêques et archevêques de São Paulo et d'autres personnages importants de l'Histoire du Brésil. Parmi ceux-ci se trouvent Tibiriçá et le cacique Guaianás, qui ont joué un rôle majeur dans la fondation de la ville de São Paulo. Un autre personnage illustre a sa sépulture ici : il s'agit de Diogo Antônio Feijó (pt), qui a gouverné le Brésil pendant la période de la Régence (1831-1840).

### Orgue
L'orgue de la cathédrale est construit par la société italienne Balbiani & Rossi. Équipée de cinq claviers et de 12 000 tubes, il est l'un des plus grands d'Amérique du Sud.

## Évènements
La cathédrale est le témoin de divers évènements publics. À partir des années 1970, pendant la dictature militaire (1964-1985), l’archevêque Paulo Evaristo Arns accepte d’y accueillir des manifestations contre le régime. En janvier 1984, la place de la cathédrale est le théâtre d’une grande manifestation réunissant 300.000 personnes, soutenant la campagne « Diretas já », revendiquant des élections présidentielles. La cathédrale accueille le 29 avril 2006 le Dalai Lama pour une célébration œcuménique.